# 기정동
기정동(機井洞)은 조선민주주의인민공화국 개성특별시 판문구역 평화리에 위치한 포템킨 마을이다. 이 마을은 북측의 비무장지대(DMZ) 내에 위치하고 있다. 조선민주주의인민공화국에서는 평화촌이라고도 불리며, 특히 대한민국과 서방 언론에서는 '선전마을'이라고 널리 알려져 있다.
기정동은 6.25 전쟁 중 1953년 정전 협정에 따라 설정된 4 km (2.5 mi) 너비의 비무장지대에 남은 두 마을 중 하나이다. 다른 하나는 2.22 킬로미터 (1.38 mi) 떨어진 대한민국의 대성동 마을이다.

## 역사

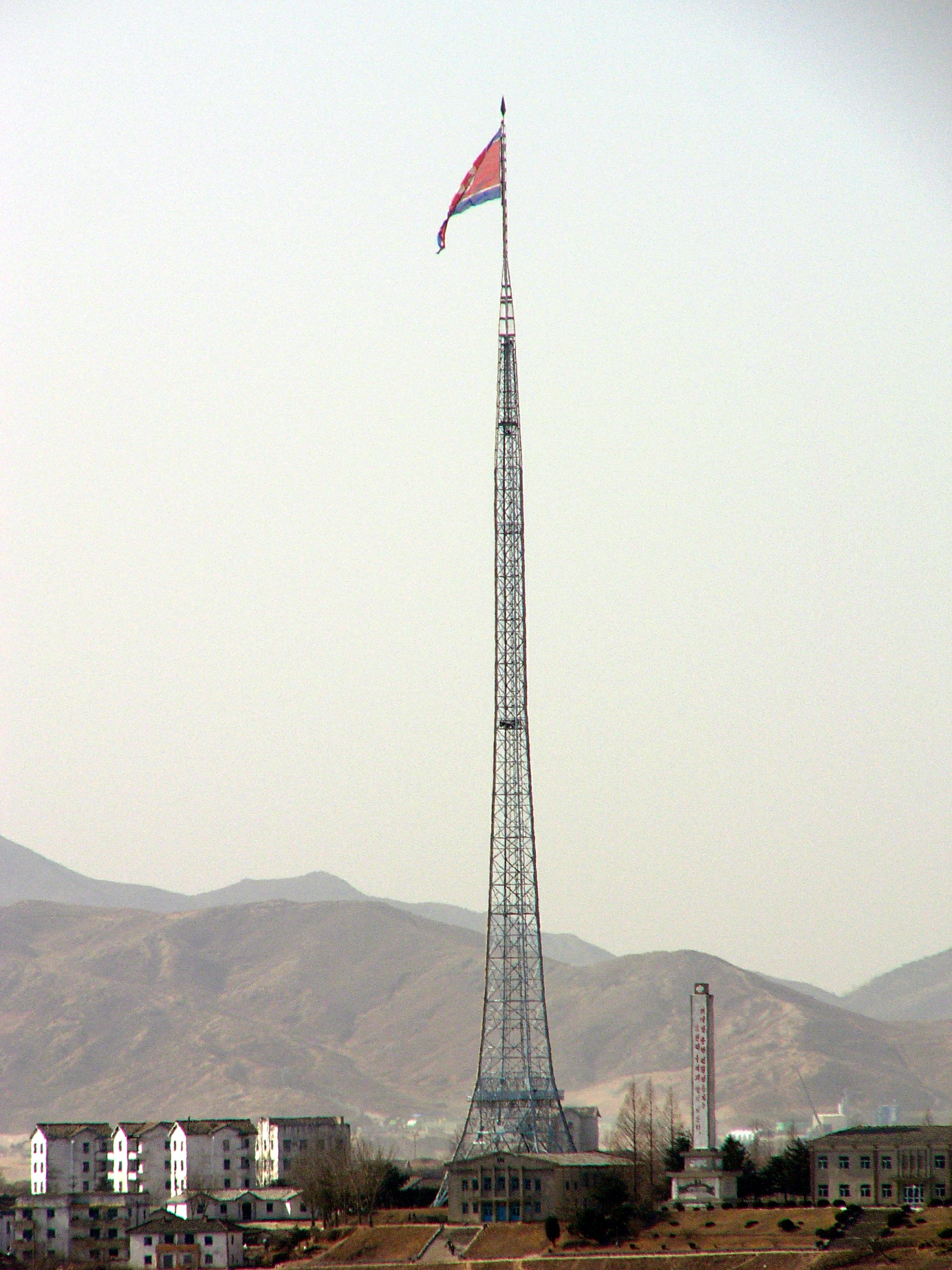
판문점 근처 기정동에 있는 세계 7위 높이의 의 깃대에 의 조선민주주의인민공화국의 국기가 게양되어 있다.

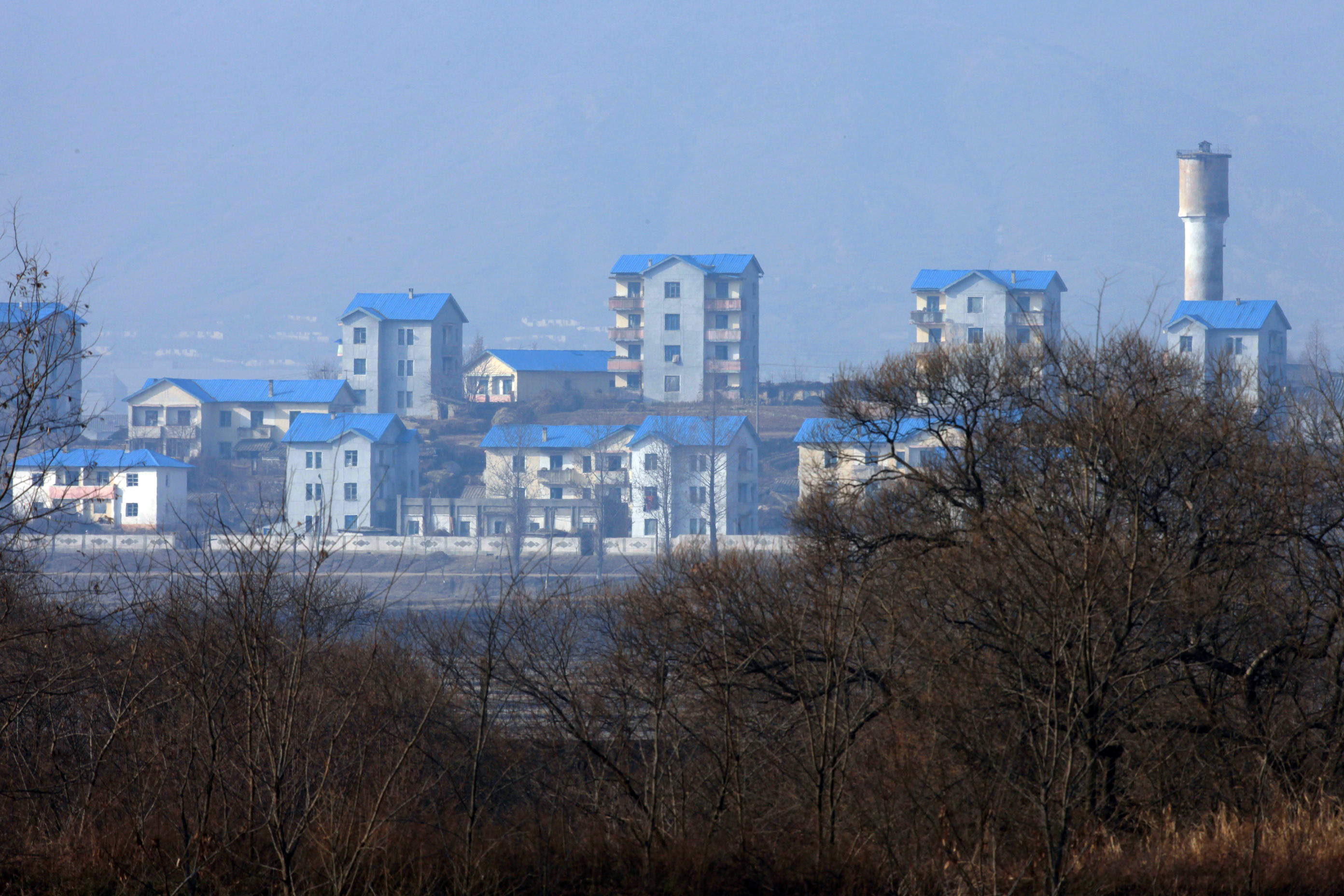
기정동 풍경

북조선 정부는 이 마을에 200가구가 사는 집단 농장이 있으며, 보육원, 유치원, 초등학교, 중학교, 병원이 있다고 주장한다. 그러나 대한민국에서는 이 마을이 1950년대에 선전 목적으로 남한 주민의 월북을 장려하고 국경 지대를 둘러싼 포병 진지, 요새, 지하 집결 벙커 망을 관리하는 조선민주주의인민공화국(DPRK) 군인을 수용하기 위해 건설된 무인 마을이라고 주장한다.
이 마을에는 밝게 칠해진, 콘크리트 다층 건물과 아파트가 여러 채 있으며, 많은 건물이 전기가 들어오는 것으로 보인다. 이 마을은 국경 건너편에서 볼 때 밝은 파란색 지붕과 다채로운 건물 측면이 거대한 인공기 옆에서 가장 두드러지게 보이도록 의도되었다. 그러나 현대적인 망원 렌즈로 면밀히 조사한 결과, 건물들은 창문 유리나 내부 방이 없는 콘크리트 껍데기이며, 건물의 불빛은 정해진 시간에 켜지고 꺼지며, 활동하는 척하기 위해 관리인이 텅 빈 인도를 쓸고 있다는 결론에 이르렀다.

### 깃대
1980년대에 대한민국 정부는 대성동에 높이 100 m (328 ft)의 깃대에 무게 130-킬로그램 (287 lb)의 태극기를 세웠다. (북위 37° 56′ 30.24″ 동경 126° 40′ 48.07″ / 북위 37.9417333°  동경 126.6800194° ).
북조선 정부는 이에 맞서 남한과의 경계선에서 1.2 km (0.7 mi) 떨어진 기정동에 높이 160 m (525 ft)의 판문점 깃대를 짓고 무게 270 kg (595 lb)의 인공기를 게양하여 '깃대 전쟁'이라고도 불리는 경쟁을 벌였다 (북위 37° 56′ 42.99″ 동경 126° 39′ 18.78″ / 북위 37.9452750°  동경 126.6552167° ). 10년 넘게 이 깃대는 세계에서 가장 높은 깃대였다. 2010년에는 아제르바이잔의 바쿠에 있는 국기 광장의 162 m (531 ft) 깃대에 이어 세계에서 두 번째로 높은 깃대가 되었다.

### 선전용 확성기
여러 건물에 설치된 대형 확성기는 남한을 향한 북한의 선전 방송을 송출한다. 원래는 북한의 미덕을 자세히 찬양하고 불만 있는 병사와 농부들에게 단순히 국경을 넘어 형제처럼 환영받으라고 촉구하는 내용이었다. 특히 1960년대와 1970년대에 남한이 경제적으로 북한을 따라잡으면서 월북 유도 가치가 줄어들자, 하루 최대 20시간 동안 반서방 연설, 아지프로 오페라, 애국적인 행진곡으로 내용이 바뀌었다. 2004년부터 2016년까지 북한과 남한은 서로에게 확성기 방송을 중단하기로 합의했다. 2016년 1월 핵 실험로 인해 긴장이 고조된 후 방송이 재개되었다. 2018년 4월 23일, 북조선과 대한민국은 국경 선전 방송을 공식적으로 취소했다.

## 같이 보기
- 대성동